# Porsche Carrera Cup Italia
La Porsche Carrera Cup Italia  è una serie di competizioni automobilistiche destinate alle vetture Porsche 911 GT3 Cup.

## Storia
La prima edizione del campionato si è svolta nel 2007 da lì in poi si è sempre evoluto fino a diventare attualmente uno dei campionati automobilistici in Italia più prestigiosi e competitivi.

## Albo d'oro
| Anno | Pilota               |
| ---- | -------------------- |
| 2007 | Andrea Boldrini      |
| 2008 | Luigi Ferrara        |
| 2009 | Alessandro Balzan    |
| 2010 | Alessandro Balzan    |
| 2011 | Alessandro Balzan    |
| 2012 | Vito Postiglione     |
| 2013 | Enrico Fulgenzi      |
| 2014 | Matteo Cairoli       |
| 2015 | Riccardo Agostini    |
| 2016 | Côme Ledogar         |
| 2017 | Alessio Rovera       |
| 2018 | Gianmarco Quaresmini |
| 2019 | Simone Iaquinta      |
| 2020 | Simone Iaquinta      |
| 2021 | Alberto Cerqui       |
| 2022 | Gianmarco Quaresmini |

### Plurivincitori
| # | Pilota               | Edizioni         |
| - | -------------------- | ---------------- |
| 3 | Alessandro Balzan    | 2009, 2010, 2011 |
| 2 | Simone Iaquinta      | 2019, 2020       |
| 2 | Gianmarco Quaresmini | 2018, 2022       |